# Geophagus dicrozoster
Geophagus dicrozoster är en fiskart som beskrevs av López-fernández och Donald C.Taphorn 2004. Geophagus dicrozoster ingår i släktet Geophagus och familjen Cichlidae. Inga underarter finns listade i Catalogue of Life.